# Allabogdaniet
Het mineraal allabogdaniet is een bijzonder zeldzaam ijzer-nikkel-fosfide mineraal met de chemische formule (Fe, Ni)2P.

## Eigenschappen
Het strogele allabogdaniet heeft een metaalglans en een grijszwarte streepkleur. Het kristalstelsel is orthorombisch-dipyramidaal. Allabogdaniet heeft een brosse breuk, maar de splijting van het mineraal is vooralsnog onbekend. Allabogdanietkristallen kunnen tweelingen langs vormen langs kristalvlak [110]. De gemiddelde dichtheid is onbekend en de hardheid is 5-6.

## Naam
Allabogdaniet is genoemd naar de Russische geologe Alla Bogdanova, verbonden aan het Russische geologisch instituut.

## Voorkomen
Allabogdaniet is een bijzonder zeldzaam mineraal. Mindat.org vermeldt slechts één plaats waar allabogdaniet tot op heden gevonden werd: de Onello meteoriet. Deze meteoriet werd gevonden in de Onellorivier in Jakoetië, Rusland. Allabogdaniet wordt vaak in associatie gevonden met andere exotische en metaalrijke mineralen zoals bijvoorbeeld taeniet, schreibersiet en kamaciet. 
De zeldzaamheid en het geologisch voorkomen van allabogdaniet verklaart waarom relatief veel parameters van het mineraal onbekend zijn, zoals de splijting en de streep.